# Alula
Alula (em árabe: ٱلْعُلَا al-ʿulā), é uma cidade de região de Medina no norte-oeste da Arábia Saudita. Historicamente localizada na Rota do Incenso, a cidade fica dentro do Governatorato de Ula (em árabe: مُحَافَظَة ٱلْعُلَا, translit. Muḥāfaẓat Al-ʿUlā), uma das sete na região de Medina, cobrindo uma área de 29.261 quilômetros quadrados (11.298 sq mi). A cidade fica a 110 quilômetros (68 milhas) a sudoeste de Taima e 300 quilômetros (190 milhas) ao norte de Medina. A cidade (município) cobre 2.391 quilômetros quadrados (923 sq mi). A população da cidade é 5.426 habitantes.
Alula era a capital dos antigos lianitas (dadanitas). A governadoria contém o primeiro Patrimônio Mundial da UNESCO no Reino Saudita, chamado Hegra (também conhecido como Al-Hijr ou Madaim Salé), 22 quilômetros (14 milhas) ao norte da cidade. Hegra foi construída há mais de dois mil anos pelos nabateus. Alula, a antiga cidade murada, está repleta de casas de tijolos de barro e pedra.